# Гастфер, Фридрих
Барон Фридрих Гастфер (нем. Hastfer, Fredrik Wilhelm; 1719 или 1722 — 1768) — шведский учёный, известный своими трудами по улучшению овцеводства и введению мериносовых овец в Исландии.

## Биография
Родился, по разным сведениям в 1719 или 1722 году. Был шведским бароном немецкого происхождения.
Его сочинение по овцеводству «Utförlig och omständelig underrättelse om fullgoda fårs ans och skötsel», впервые появившееся в 1752 году, вскоре было переведено на языки датский, немецкий, французский и, в 1790 году, на русский под заглавием «Обстоятельное наставление о разведении и соблюдении наилучшей породы овец для общей пользы».
В 1756 году король Фредерик V отправил Хастфера в Исландию с поручением заняться разведением овец на ферме Эллидаардале Скули Магнуссона. Гастфер также стал разводить картофель в окрестностях Бессастадира.
Проводил обмеры и зарисовки различных зданий.
Умер в 1768 году.